# Султанка пурпурова
Султанка пурпурова (Porphyrio porphyrio) — великий синьо-блакитний птах з родини пастушкових (Rallidae). Зустрічається в східній півкулі, на території від Європи і Африки до Нової Зеландії і Австралії, але більше віддає перевагу тропічному і субтропічному клімату. Султанку відносять до фауни України, проте надійних доказів про зустрічі цих птахів протягом останніх десятиліть немає.

## Опис
Упізнати султанку досить легко за яскраво-червоним масивним дзьобом, червоними або рожевими довгими ногами без перетинок між пальцями і яскравим оперенням. Довжина її тіла біля півметра, а розмах крил — від 90 до 100 см.
Забарвлення пір'я значно відрізняється у птахів, що мешкають у різних точках планети. Так, європейські султанки мають темно-блакитне, місцями навіть фіолетове забарвлення, у африканських пастушків зелена спинка, у австралійських вона чорна, а у філіппінських — коричнева.
У усіх видів біля дзьоба є шкіряста бляшка, яка залишається яскраво-червоною незалежно від пори року, тоді як дзьоб і ноги султанок взимку трохи бліднуть. Крім того, оперення усіх птахів має зеленувато-блакитні ділянки. В цілому, султанка статурою і забарвленням нагадує очеретянку велику.

## Екологія
Це навколоводний птах, який любить дрібні озера, болота і морські затоки з густою рослинністю. Тут вона веде потайний спосіб життя, ховаючись серед заростей очерету або осоки. Живиться султанка молодими зеленими пагонами, кореневищами, листям і квітками різних водних рослин. У разі їх нестачі переходить на тваринну їжу: їсть комах, молюсків, дрібних рачків і навіть яйця і пташенят інших видів птахів.
Ці птахи ведуть осілий спосіб життя, тільки в дуже холодний період можуть відкочовувати на південь до незамерзаючих водойм. Під льодом не можуть шукати собі харчування, саме тому в суворі зими від голоду гине близько 90% популяції. Правда, влітку їх кількість швидко відновлюється за рахунок південних сусідів.

## Розмноження

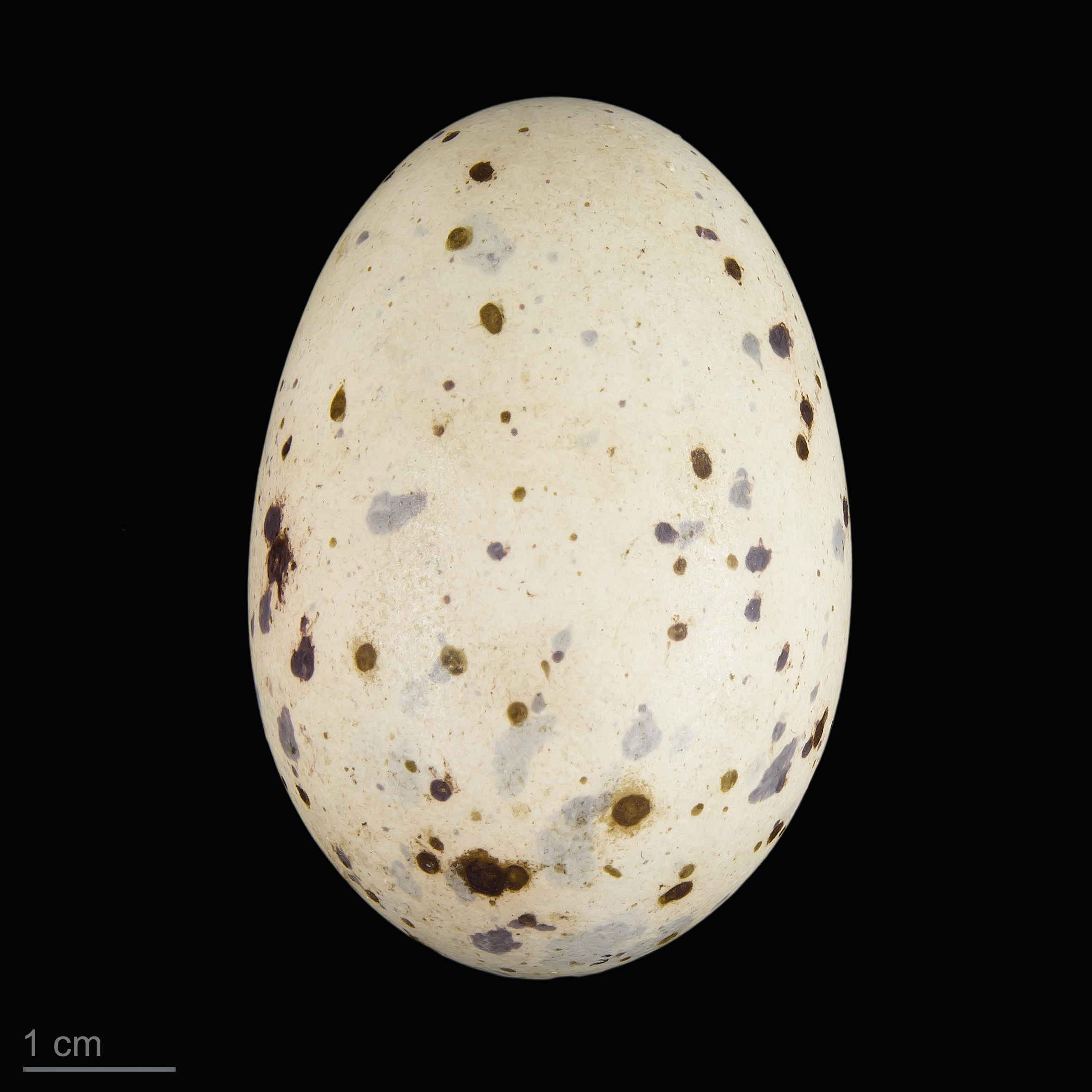
Яйце султанки в оологічній колекції, Тулузький музей

Гніздяться султанки парами, при цьому неподалік можуть знаходитися молоді особини, які допомагають вирощувати пташенят. Цікаво, що для виду характерне і комунальне проживання, коли в одне гніздо несуться декілька курочок, які потім всі разом годують малюків, що вилупилися. Правда, такий спосіб життя ведуть тільки східні султанки, на заході сім'ї живуть відособлено.
Гніздо споруджується на заломі очерету у воді або поряд з нею на земляній купині. Матеріал для нього носить самець, а самиця наводить красу в житлі, укладаючи принесені травички і сучки. У кладці звичайні від 2 до 7 блискучих плямистих яєць.
Насиджують їх обоє батьків — майбутній батько підміняє партнерку, коли та вирушає на пошуки їжі. Цікаво, що перед цим вона кличе його тихим свистом. Взагалі, султанки досить товариські і шумні. У їх репертуарі є широкий набір звуків на усі випадки життя.
Пташенята, що вилупилися, повністю покриті чорним пухом. Дні чотири вони не виходять з гнізда, відігріваються під крилами батьків. Годують їх не лише батьки — зазвичай до цього процесу підключаються численні тіточки і навіть дядечки, що знаходяться неподалік. За два тижні пташенята вже самі вчаться добувати їжу, а у віці двох місяців встають на крило.